# Transportor blindat pentru trupe

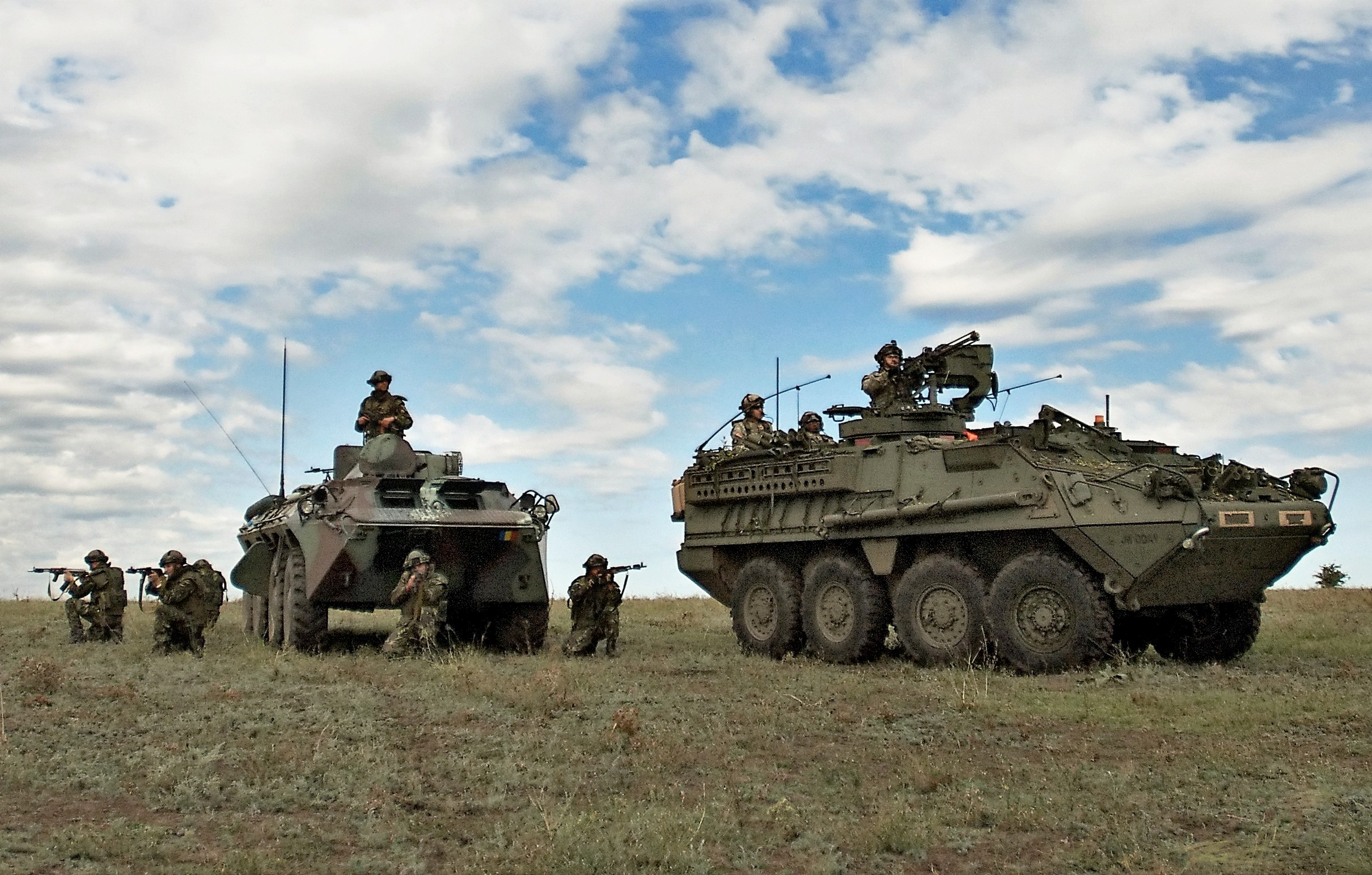
Un transportor blindat românesc TAB-77 (stânga) alături de unul de fabricație americană IAV Stryker (dreapta) în poligonul de tragere de la Babadag

Transportorul blindat pentru trupe (abreviat uneori TB sau TBT) este un vehicul blindat de luptă proiectat pentru a transporta trupe de infanterie pe câmpul de luptă. Transportoarele blindate sunt, de obicei, înarmate doar cu o mitralieră, deși există variante care transportă tunuri antitanc fără recul, rachete antitanc teleghidate sau mortiere. Acestea nu sunt, de obicei, concepute pentru a lua parte la o luptă directă, ci doar să efectueze manevre cu trupe spre/pe câmpul de luptă în condiții de siguranță. Armamentul din dotare este folosit de obicei în mod defensiv, iar blindajul asigură protecție doar în cazul armelor ușoare de foc ale infanteriei sau împotriva schijelor mai mici ale artileriei. Vehiculele pot avea roți (cu tracțiune integrală) sau pot fi șenilate.
Exemplele includ transportoarele blindate M113 americane, FV432 britanice, VAB franceze (pe roți), GTK Boxer olandeze/germane și BTR-urile sovietice (pe roți). Armata Română folosește în prezent vehiculele TAB (Transportor Amfibiu Blindat), bazate pe seria BTR sovietică, pentru transportul trupelor. Mașinile de luptă ale infanteriei sunt, prin contrast, mult mai puternic înarmate și blindate, fiind concepute pentru a sprijini infanteria. 
Legea nr. 18 din 4 martie 1992 pentru ratificarea Tratatului cu privire la forțele armate convenționale în Europa stipulează că: Termenul transportor blindat de trupe înseamnă un vehicul blindat de luptă care este conceput și echipat să transporte o grupă de infanterie pentru luptă și care, de regulă, este înarmat cu un armament integrat sau organic, cu un calibru mai mic de 20 mm.

## Istorie

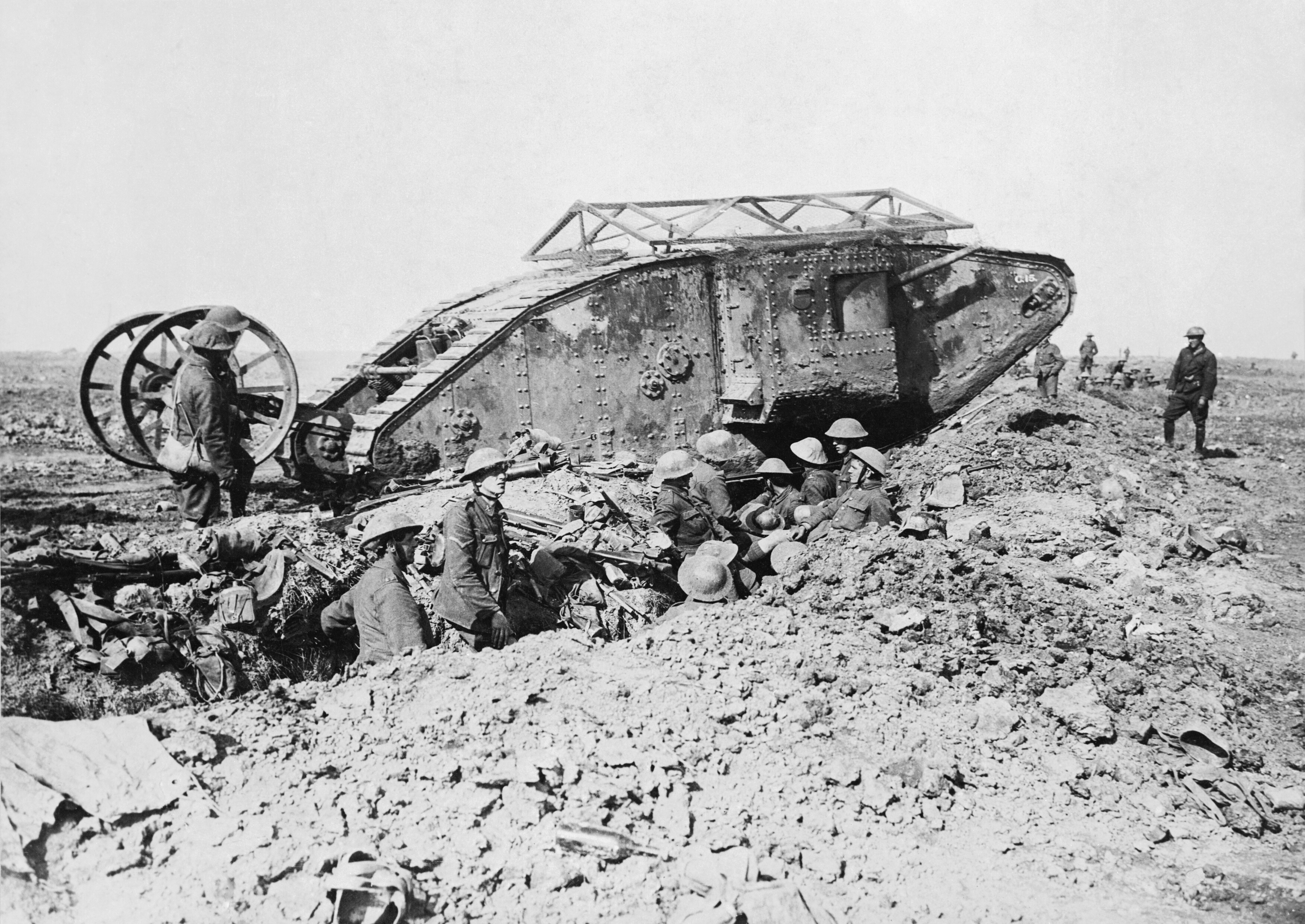
Primul vehicul blindat care a transportat trupe în interior pe câmpul de luptă a fost tancul britanic Mark I în timpul Primului Război Mondial

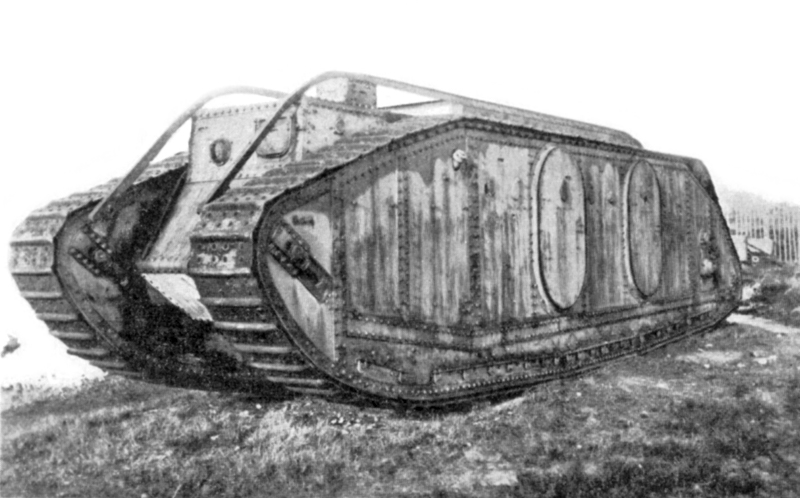
Tancul britanic Mark IX este considerat a fi primul transportor blindat de trupe construit special pentru acest rol

În timpul Primului Război Mondial, când tancul a fost dezvoltat, vehiculul britanic Mark I a fost proiectat cu un mic compartiment pentru pasageri pentru a transporta trupe. Acest tanc poate fi considerat primul transportor blindat pentru trupe, însă primul vehicul blindat proiectat special pentru transportul infanteriei a fost tancul Mark IX care a apărut cu puțin timp înainte de sfârșitul războiului. În interiorul acestuia încăpeau maxim 30 de soldați. Aceștia puteau trage din interiorul tancului prin intermediul a opt ambrazuri aflate pe fiecare parte laterală a vehiculului. 
În timpul reînarmării din perioada interbelică, Germania nazistă a realizat potențialul și necesitatea introducerii unor transportoare blindate pentru trupe. Trupele pedestre și cele motorizate (dependente de o rețea de drumuri bună) nu puteau ține pasul cu unitățile de tancuri. Wehrmachtul a proiectat autoșenile blindate pentru ca infanteria să țină pasul cu tancurile. Acestea aveau un blindaj ușor, fiind echipate cu un motor de camion obișnuit. Infanteria trebuia să mențină ritmul și să sprijine tancurile, conform doctrinei militare Blitzkrieg. Semișenilatele SdKfz 251, utilizate de Wehrmacht, împreună cu semișenilatele M2 și M3 folosite de armata americană și aliații ei, au reprezentat precursoarele transportoarelor blindate din prezent. Cu toate acestea, pe măsură ce Aliații înaintau spre Berlin, vulnerabilitățile semișenilatelor au devenit evidente. Blindajul subțire al acestora și numărul mare de soldați transportați în interior au făcut ca pierderile să fie mari. În plus, deși erau mult mai mobile decât camioanele, semișenilatele aveau o mobilitate redusă în comparație cu tancurile. Fiind relativ scumpe și complexe , semișenilatele nu au fost suficiente pentru mecanizarea completă a infanteriei. Primele transportoare blindate șenilate universale au apărut când trupele canadiene au transformat tancurile depășite și surplusul de tunuri autopropulsate în transportoare blindate grele. Aceste vehicule, denumite Kangaroo (Cangurul) au fost folosite apoi și de soldații britanici.
După sfârșitul celui de-al Doilea Război Mondial au apărut mai multe tipuri de transportoare blindate construite special pentru acest rol. Inițial, acestea nu erau decât niște cutii blindate șenilate. Soldații nu putea trage din interior fără a se expune focului inamic. În această categorie intră transportoarele blindate britanice FV432 și cele americane M59 și M113. Armata americană a testat mai multe vehicule șenilate, însă în final, transportorul blindat M113 a fost ales pentru producția în masă. Aproximativ 80.000 de vehicule M113, poreclite „cutii pe șenile” sau „taxiurile câmpului de luptă”, au fost construite în total. Armata sovietică a proiectat seria de vehicule blindate pe roți BTR pentru transportul soldaților: BTR-40, BTR-152, BTR-60, BTR-70, BTR-80 și BTR-90. Acestea beneficiau de tracțiune integrală pentru o mobilitate sporită. 
Mașina de luptă a infanteriei este un concept derivat din cel al transportorului blindat pentru trupe.

## Descriere
Majoritatea transportoarelor blindate pentru trupe folosesc în prezent un motor diesel similar celor folosite în cazul camioanelor mari sau autobuzelor. Vehiculul de fabricație americană M113, de exemplu, este dotat cu același motor folosit la autobuzele General Motors obișnuite.
Majoritatea transportoarelor blindate folosite în prezent sunt amfibii. Transportoarele șenilate sunt propulsate în apă de șenile, iar transportoarele pe roți folosesc elice sau jeturi de apă. Pregătirile pentru traversarea cursurilor de apă constau de obicei în verificarea carcasei vehiculului pentru a fi etanșă și deschiderea plăcilor spărgătoare de valuri. Operațiunile amfibii necesită ape calme și puncte de intrare și ieșire accesibile. Viteza de deplasare pe apă este de obicei între 3-6 km/h.
Blindajul transportoarelor blindate de trupe este din oțel obișnuit sau aluminiu, fiind suficient pentru protecția împotriva armelor mici de foc ale infanteriei și împotriva schijelor artileriei. Aproape toate tipurile de arme antitanc pot străpunge blindajul unui transportor blindat. Unele vehicule sunt dotate cu sisteme de protecție C.B.R.N. (chimic, biologic, radiologic și nuclear).
Armamentul din dotare constă, de regulă, într-o mitralieră grea sau un tun automat de calibrul 20-30 mm montate deasupra vehiculului pe un pivot (protejat uneori de un scut) sau într-o turelă. Unele transportoare blindate pentru trupe pot fi echipate cu lansatoare de rachete antitanc dirijate, însă de obicei armamentul din dotare este folosit în mod defensiv.

## Galerie foto

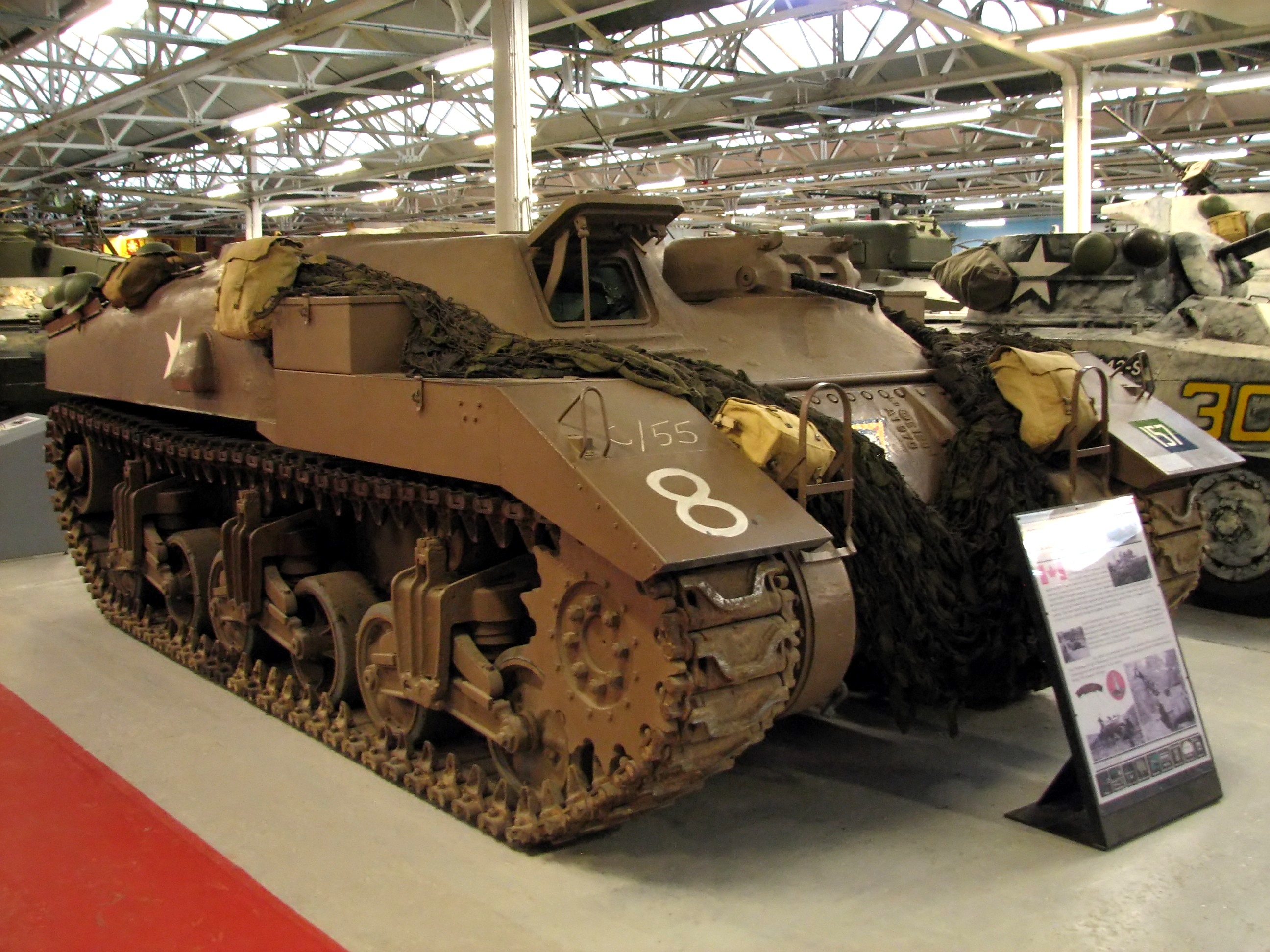
Transportorul blindat Kangaroo, bazat pe șasiul tancului canadian Ram, expus la Muzeul Tancului din Bovington.
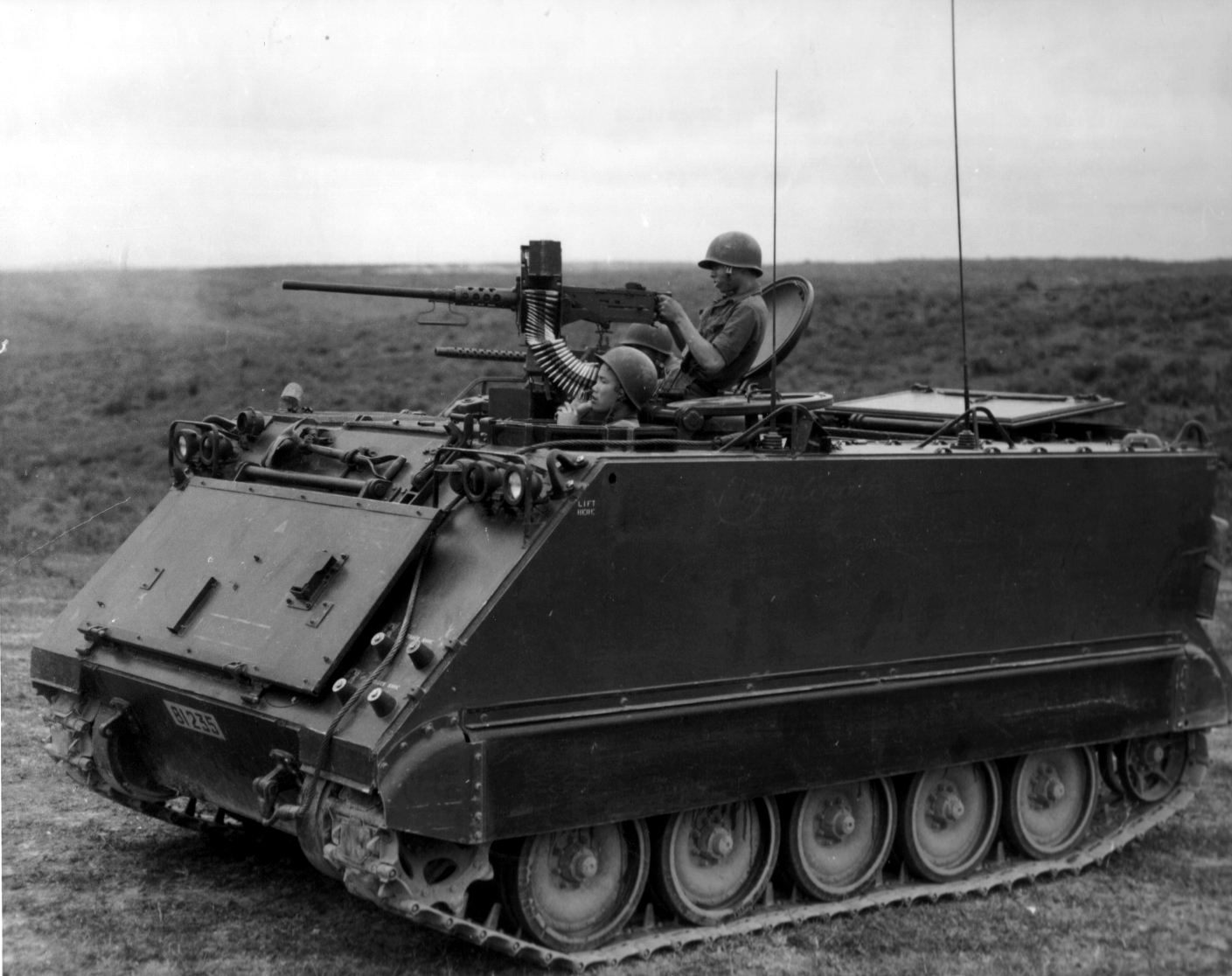
Transportorul blindat M113 în Războiul din Vietnam.
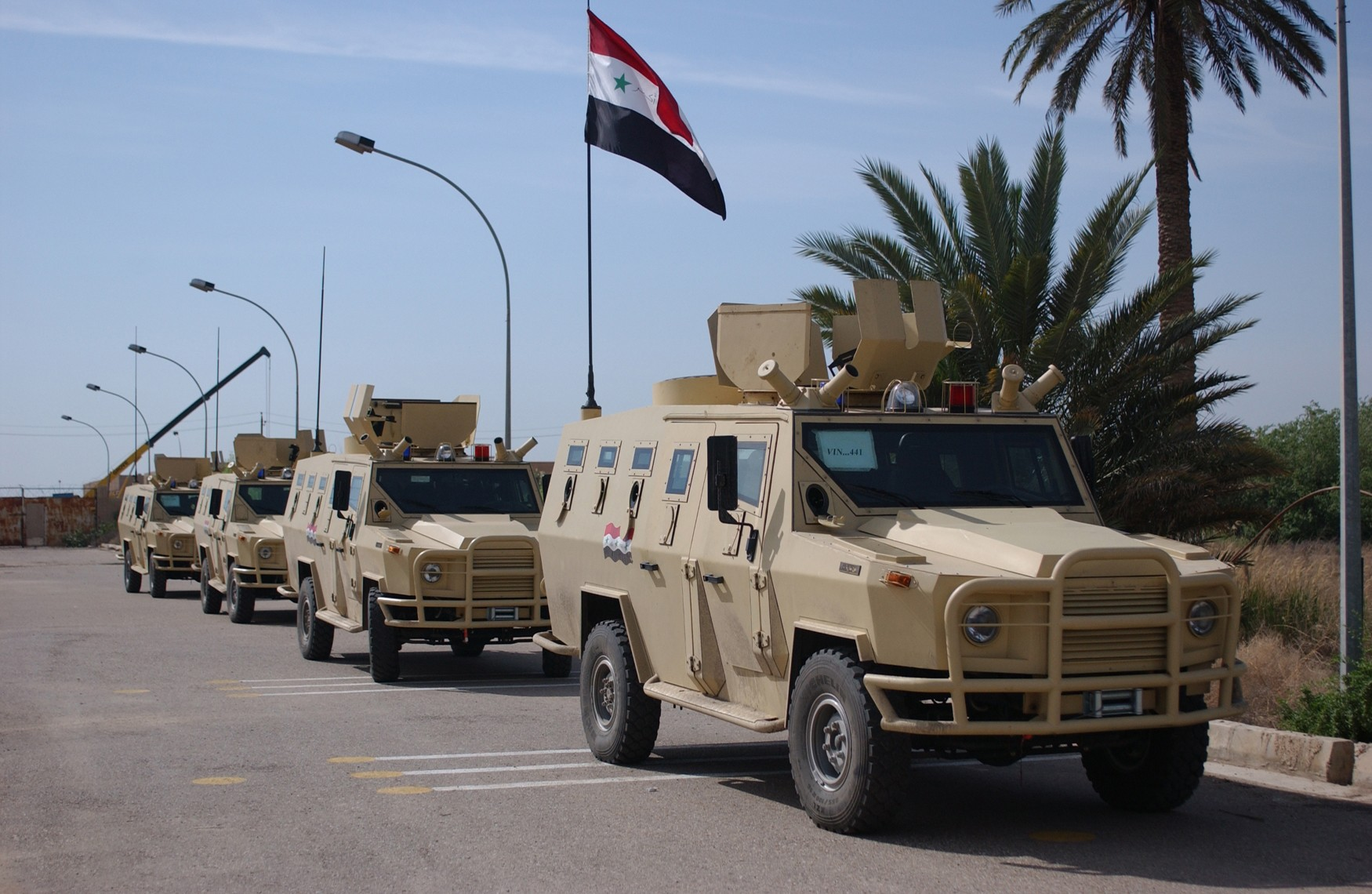
Vehicul polonez Dzik-3s aparţinând armatei irakiene.
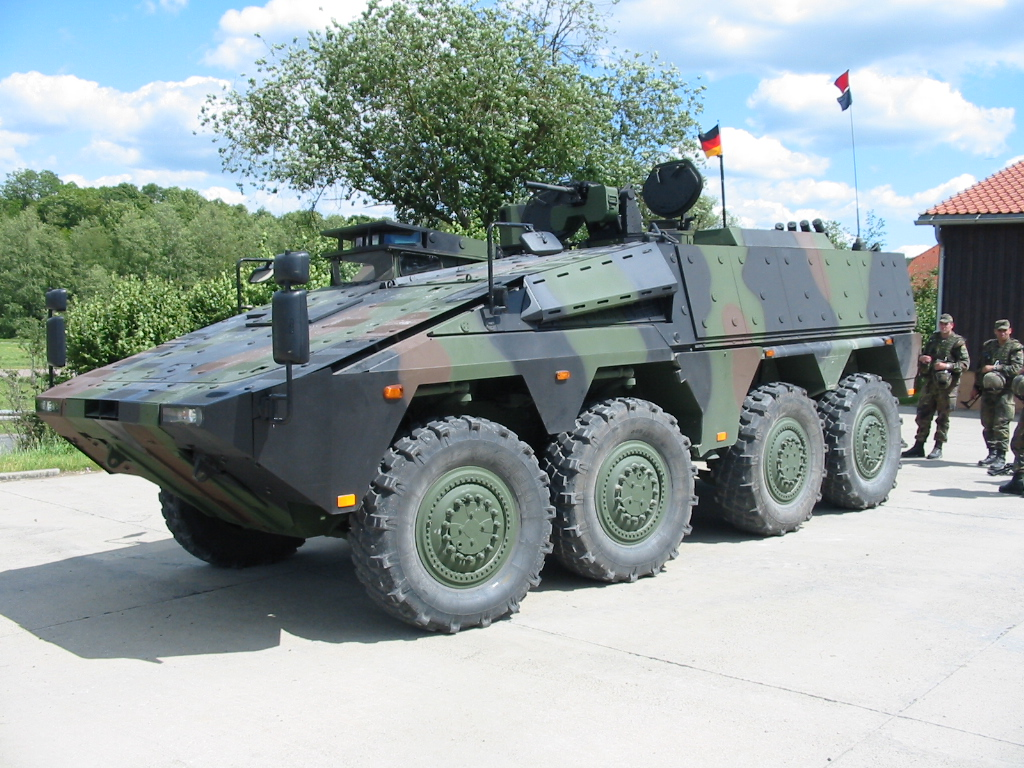
Vehicul german/olandez GTK Boxer. Cel din imagine este în serviciu în armata germană.
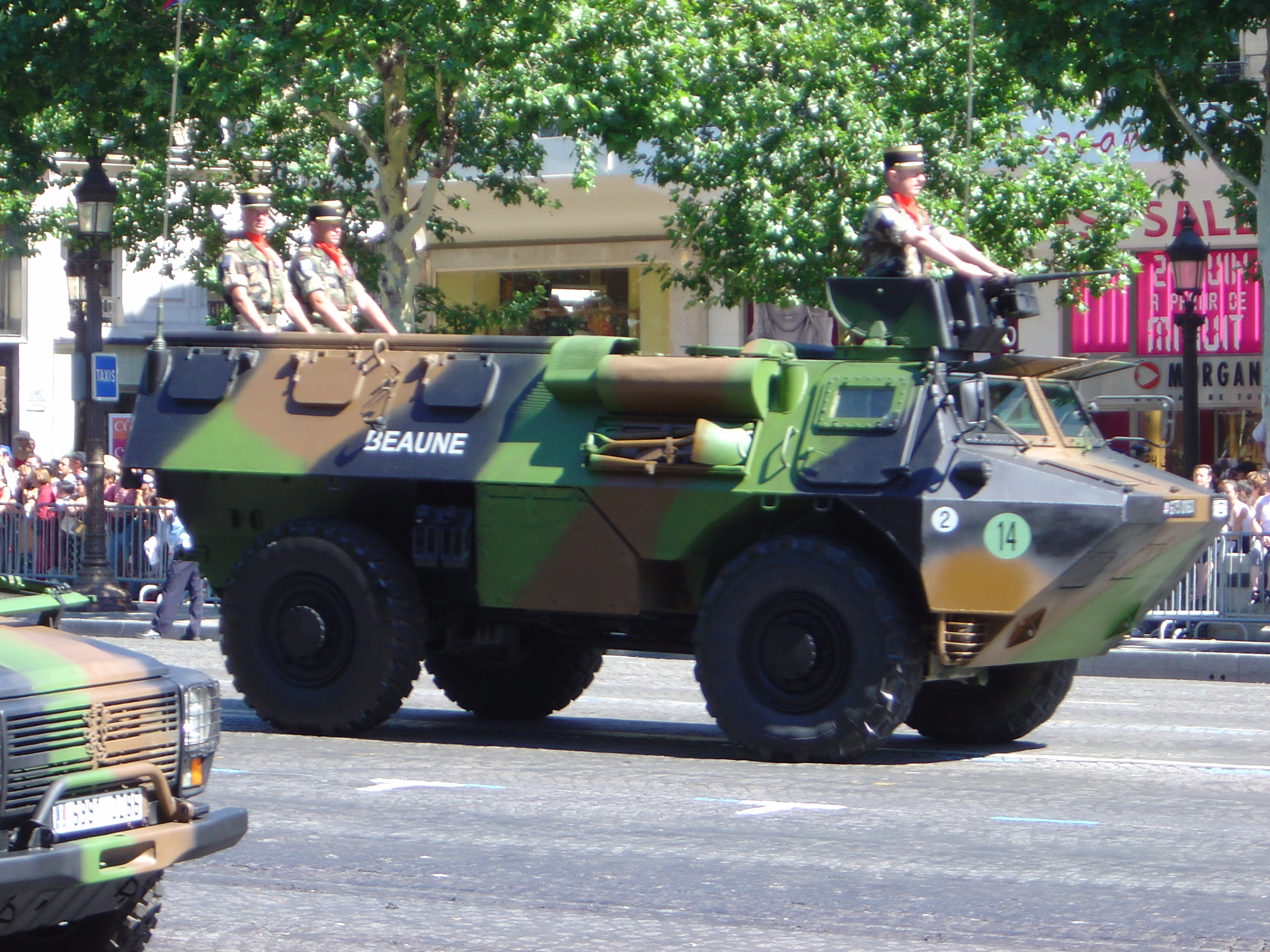
Un vehicul VAB francez, unul dintre cele mai comune TBT-uri pe roţi.
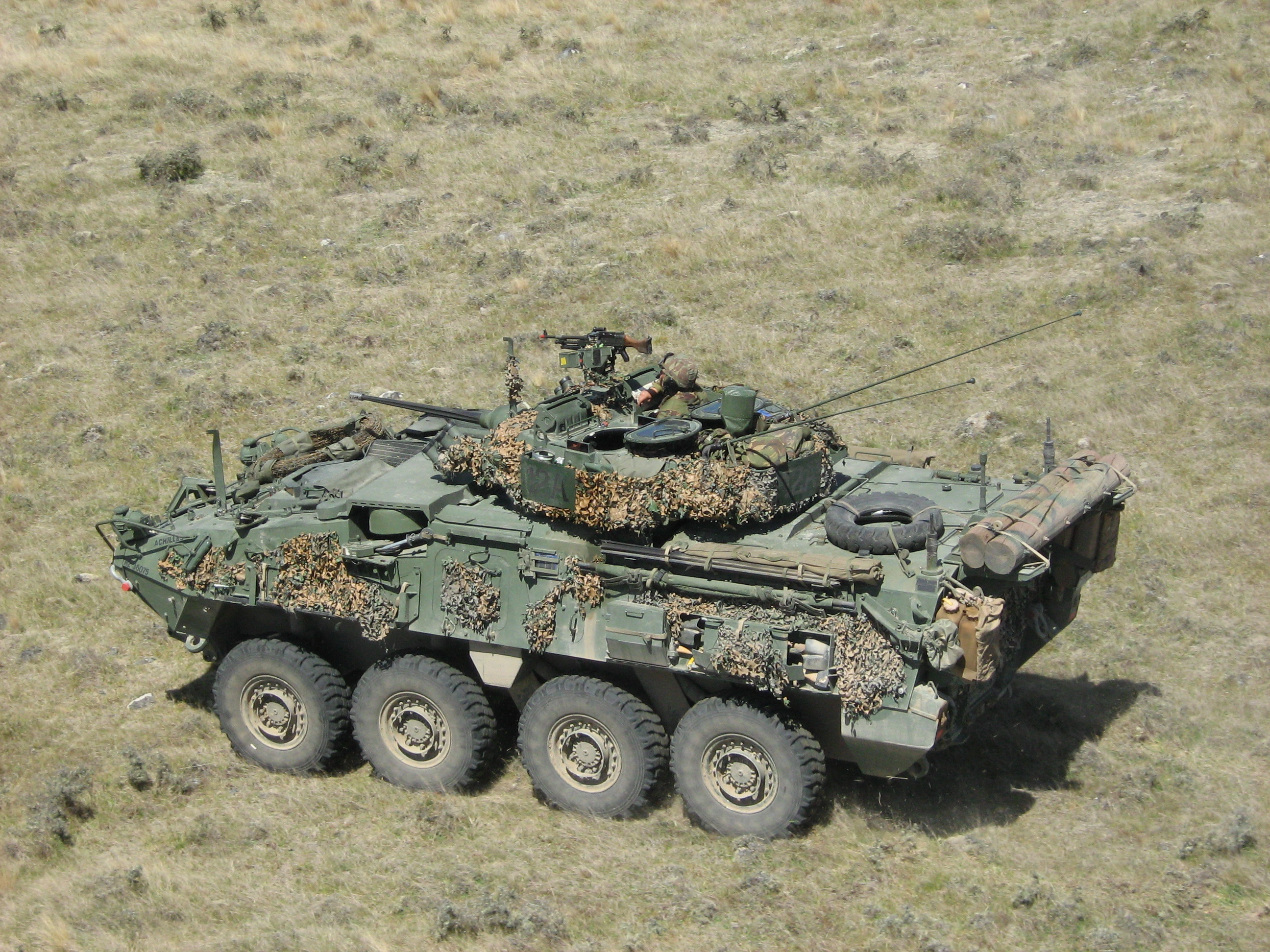
Un transportor NZLAV III din Noua Zeelandă.
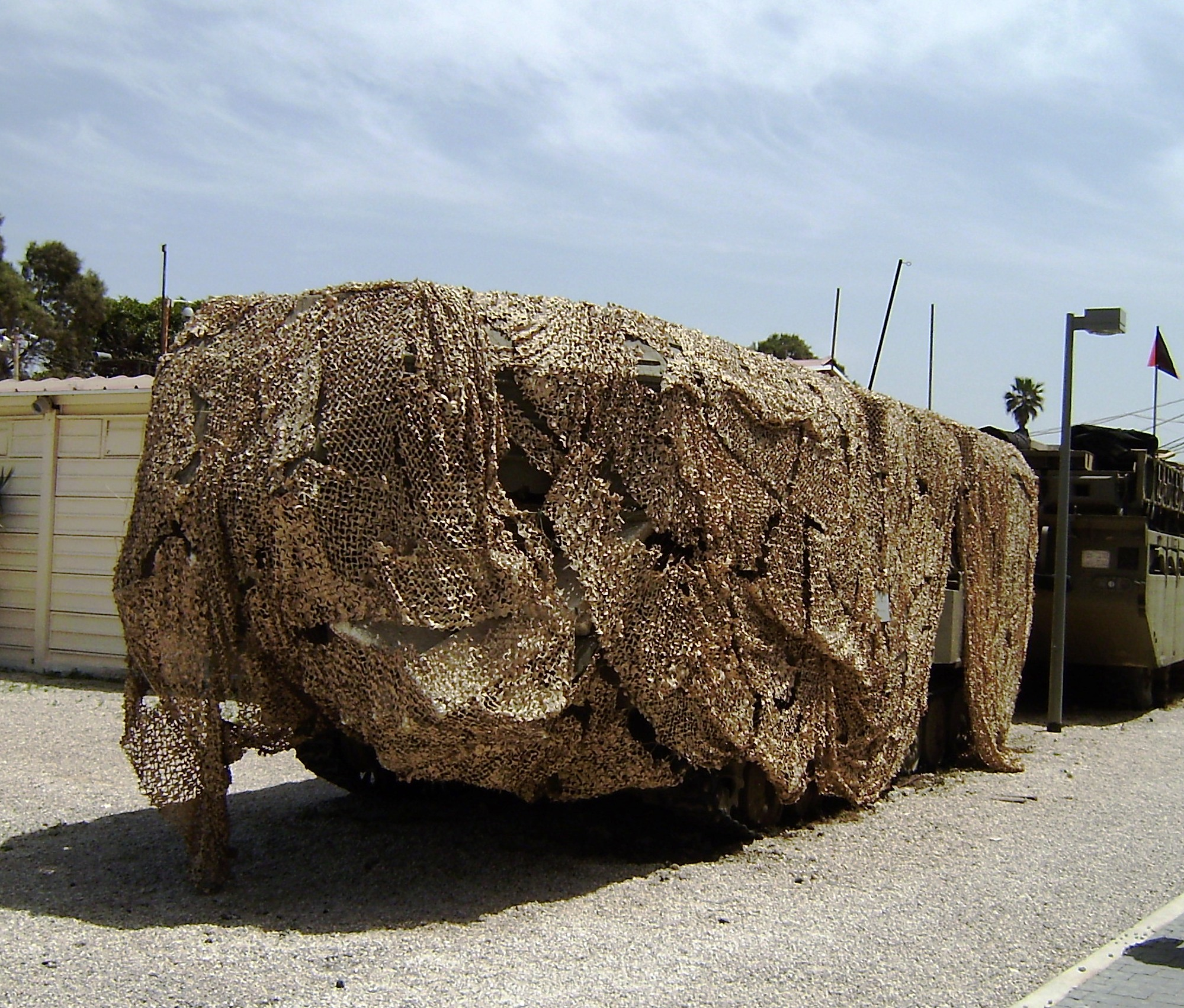
Transportor blindat israelian camuflat.
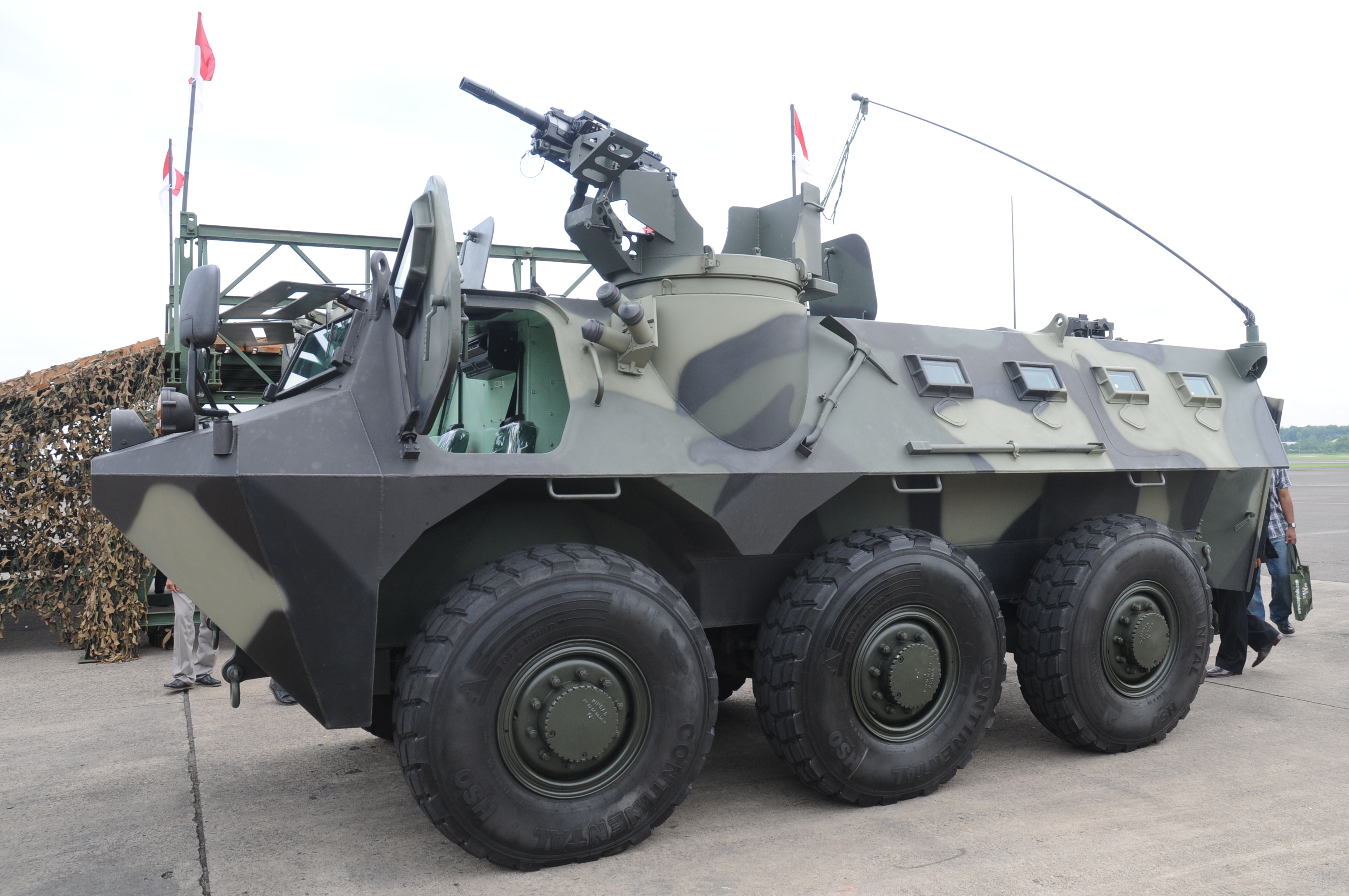
ANOA 6X6 APS, Indonezia.
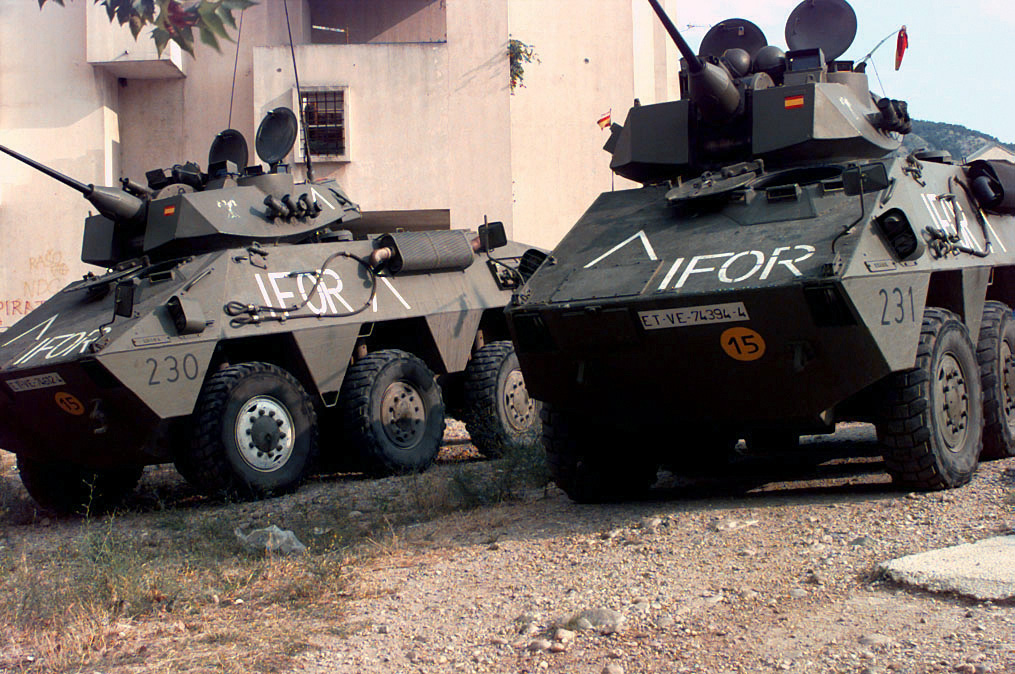
Vehicul blindat spaniol BMR în Mostar.
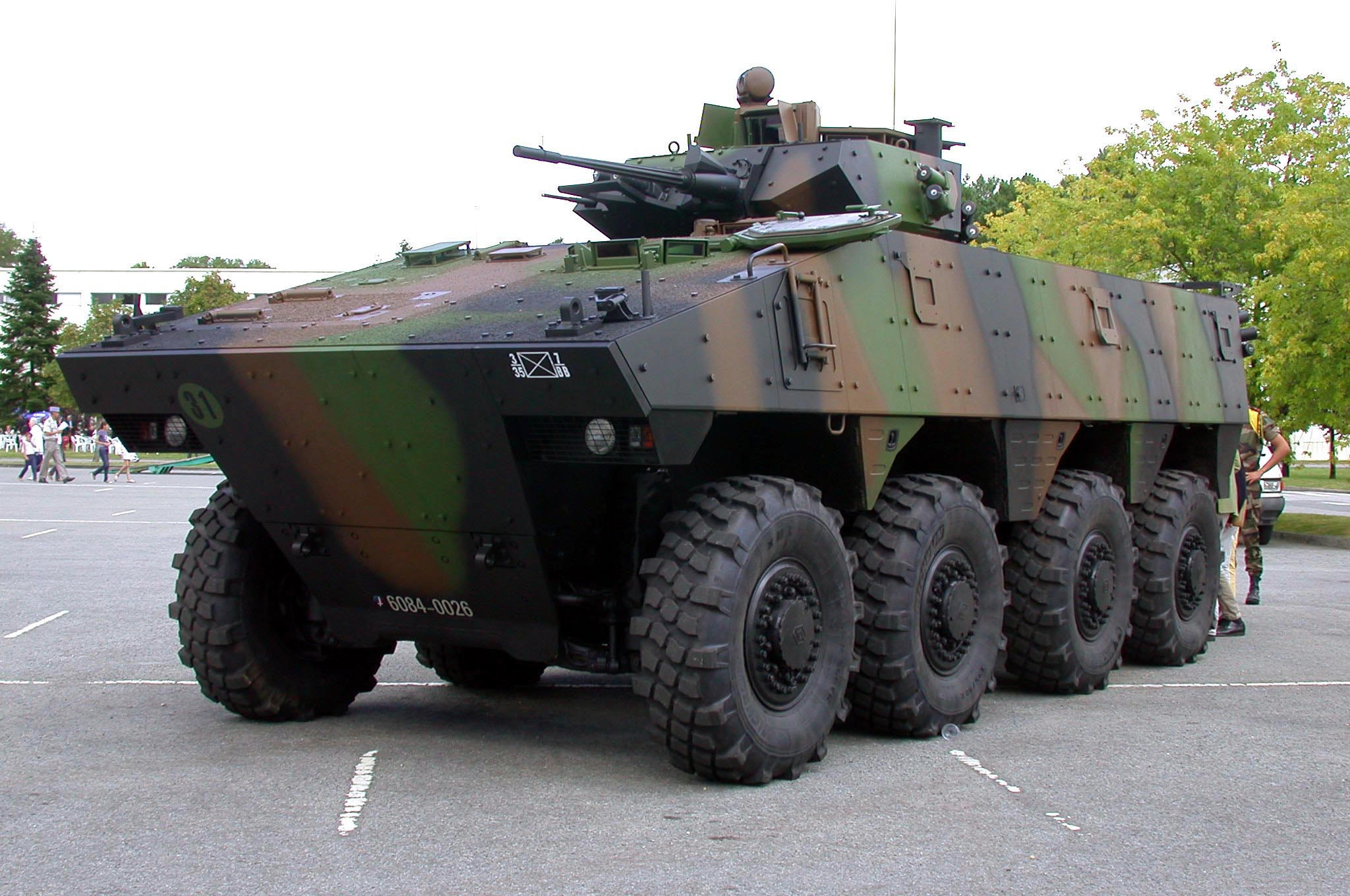
Un vehicul francez VBCI.
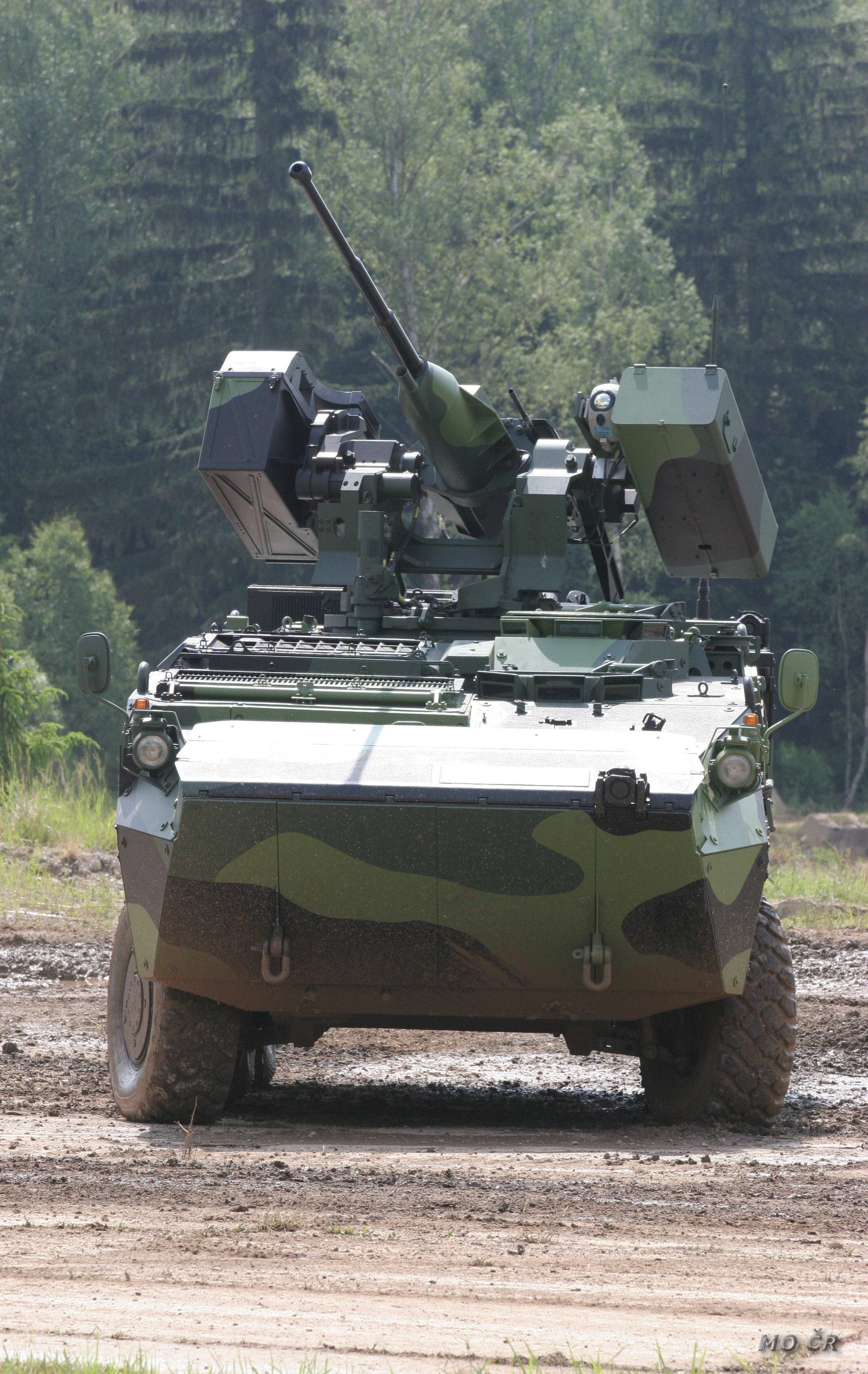
Pandur II, în serviciu în forţele militare austriece, portugheze şi cehe.
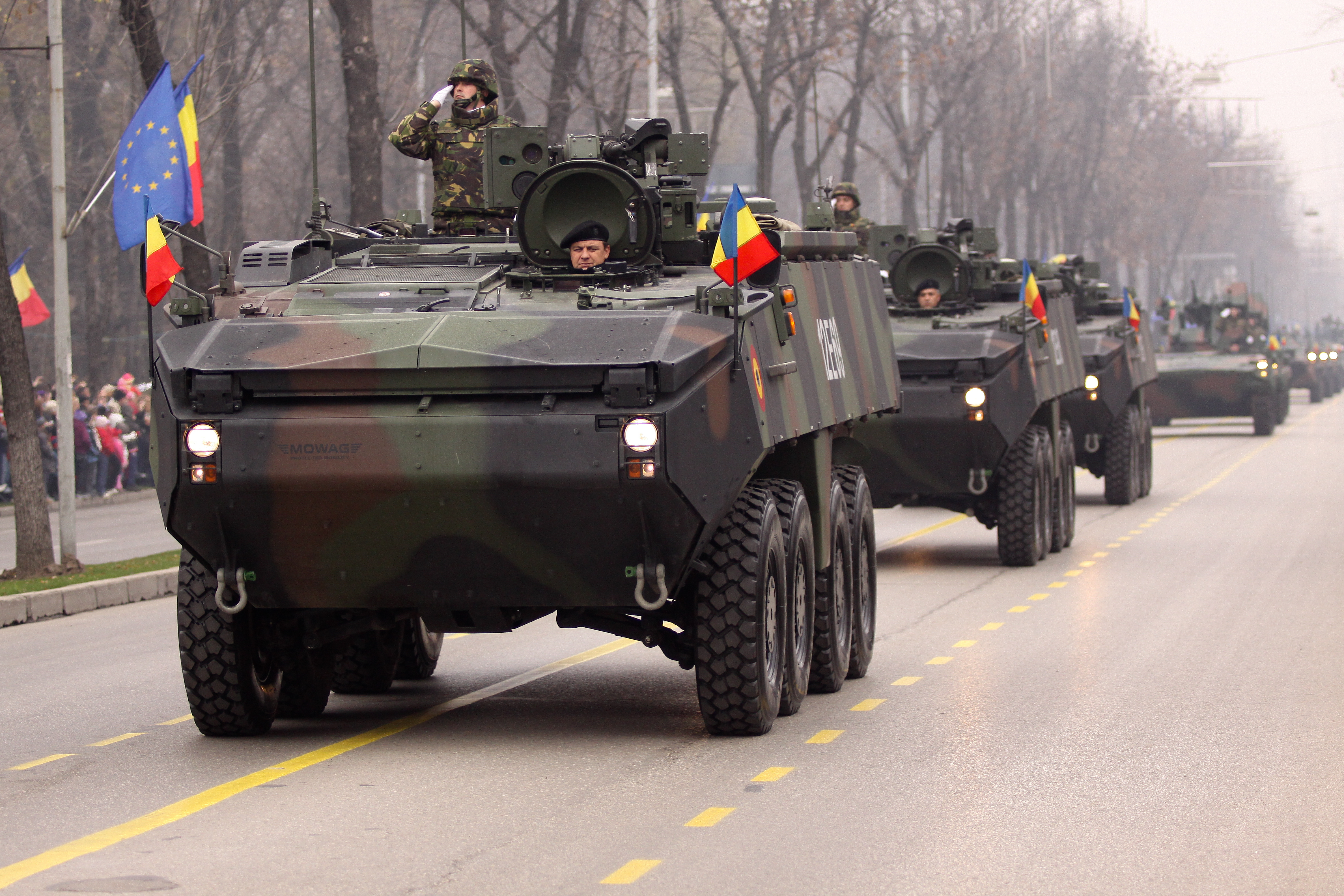
Transportoare blindate MOWAG Piranha IIIC aflate în dotarea Armatei Române.